# Albin Michel Science-fiction
Albin Michel Science-fiction est une collection de romans de science-fiction des éditions Albin Michel, dirigée par Georges H. Gallet et Jacques Bergier.
Elle comprend quatre séries intitulées Science-fiction pour les deux premières, puis Super-Fiction et Super+Fiction.

## Liste des titres de la première série

### Années 1960

#### 1968
1. Colossus par D. F. Jones
2. Au carrefour des étoiles par Clifford D. Simak

#### 1969
1. Les Trois Solutions par Harry Harrison
2. Eterna par Clifford D. Simak

## Liste des titres de la deuxième série

### Années 1970
| Sommaire : | - Haut - 1972 - 1973 - 1974 |

#### 1972
1. La Flamme noire par Stanley G. Weinbaum
2. Le Mur de la lumière par Nathalie Henneberg
3. Le Monde obscur par Henry Kuttner
4. Les Prairies bleues par Arthur C. Clarke
5. Les Mutants de la Voie par Patrick Ravignant
6. Le Monstre sous la mer par Frank Herbert
7. Triplanétaire par Edward Elmer Smith
8. La Fille fantôme par Ray Cummings
9. Les Disparus du club Chronos par David Maine
10. Le Voyage fantastique par Isaac Asimov

#### 1973
1. La Planète des Vôles par Charles Platt
2. Le Cardinal des étoiles par Francis G. Rayer
3. Les Hommes-molécules par Fred et Geoffrey Hoyle
4. Les Maisons d'Iszm par Jack Vance
5. Le Tsadik aux sept miracles par Isidore Haiblum
6. Le Premier Fulgur par Edward Elmer Smith
7. Légion de l'espace par Jack Williamson
8. Les Clans de la lune alphane par Philip K. Dick
9. Le Hors-le-monde par Poul Anderson
10. L'Astre de vie par Edmond Hamilton
11. Race démoniaque par James H. Schmitz
12. Les Étoiles sirènes par N. et R. Carrigan

#### 1974
1. Patrouille galactique par Edward Elmer Smith
2. Les Cométaires par Jack Williamson
3. Le Ravin des ténèbres par Robert Heinlein
4. Décision à Doona par Anne McCaffrey
5. Cœur d'étoile par Keith Laumer
6. Les Sirènes de Lusinia par Daniel-Yves Chanbert
7. Seul contre la légion par Jack Williamson
8. Le Visage dans l'abîme par Abraham Merritt
9. La Plaie par Nathalie et Charles Henneberg